# Evangelische Kirche (Waldgirmes)

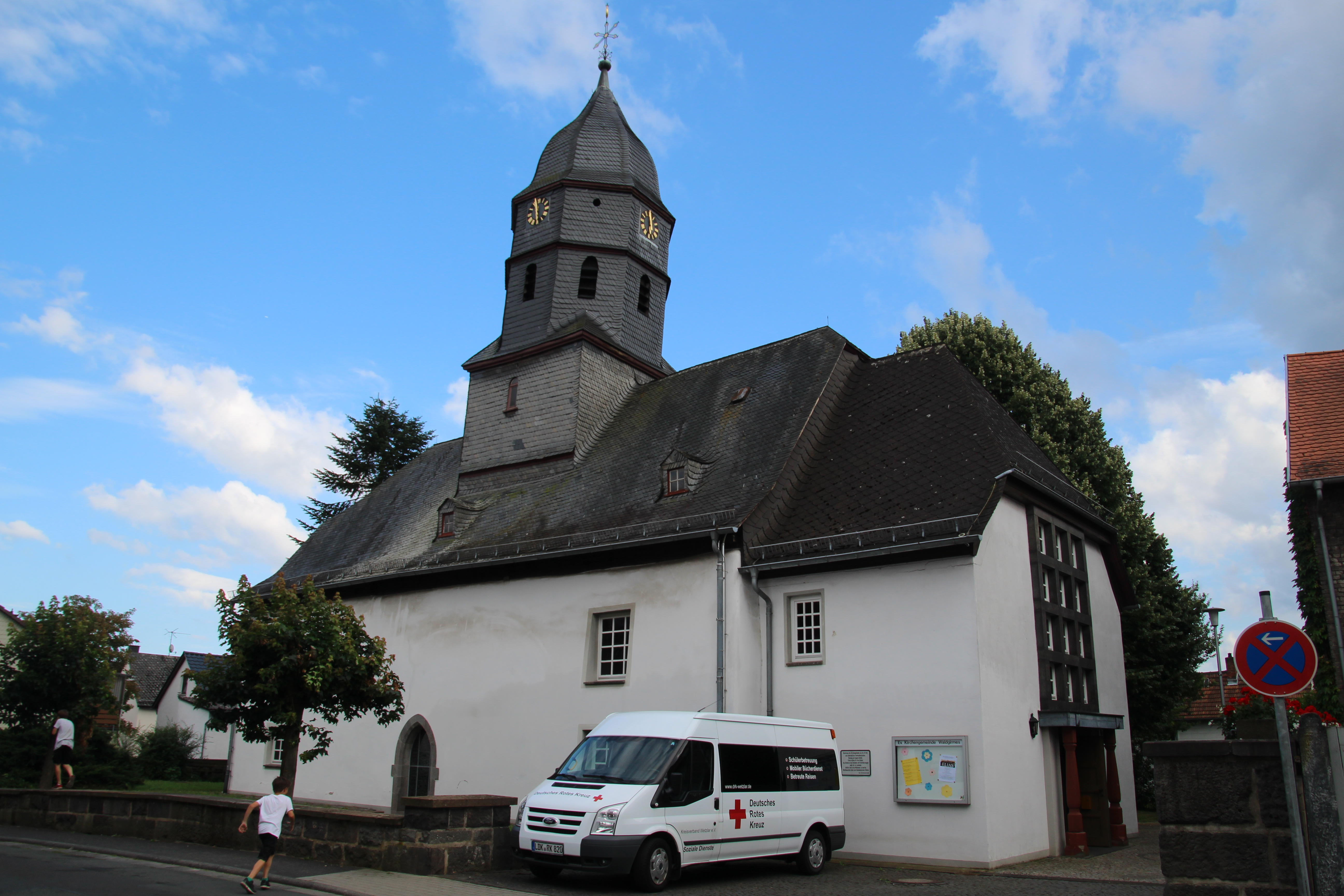
Evangelische Kirche in Waldgirmes

Die Evangelische Kirche Waldgirmes ist ein denkmalgeschütztes Kirchengebäude, das in Waldgirmes steht, einem Ortsteil der Gemeinde Lahnau im Lahn-Dill-Kreis in Hessen. Die Kirchengemeinde gehört zum Dekanat Biedenkopf-Gladenbach in der Propstei Nord-Nassau der Evangelischen Kirche in Hessen und Nassau.

## Beschreibung
Die gotische Saalkirche wurde nach 1257 gebaut, nachdem Theoderich II. von Wied, der Erzbischof von Trier, den Herren von Merenberg das Kirchenpatronat mit der Auflage übertrug, eine neue Kirche zu errichten. Mitte des 17. Jahrhunderts, nach den Verwüstungen im Dreißigjährigen Krieg wurde sie erneuert und nach Osten mit einem eingezogenen, querrechteckigen Chor verlängert. Aus dem Krüppelwalmdach des Kirchenschiffs erhebt sich in der Mitte ein quadratischer Dachreiter, auf dem zwei achteckige Geschosse sitzen. Das untere Geschoss beherbergt hinter den Klangarkaden den Glockenstuhl mit einer 1454 von Johann Bruwiller gegossenen Kirchenglocke, das obere hinter den Zifferblättern die Turmuhr. Anlässlich einer Renovierung nach 1980 wurde eine kleine Sakristei angefügt. 
Der Innenraum ist mit einer Flachdecke überspannt. Sie wird von je drei Stützen  an den Wänden und zwei in der Mitte getragen. Die Emporen wurden nach 1610 gebaut. Die Brüstungen der Emporen tragen seit 1858 Bilder der Apostel. Der Chor, der vom Kirchenschiff durch einen hölzernen Triumphbogen getrennt ist, ist mit einem hölzernen Tonnengewölbe mit aufgesetzten Gewölberippen, die an gotische Gewölbe erinnern sollen, überspannt. Die mit Intarsien verzierte Kanzel wurde um 1600, das Taufbecken 1584 gebaut. Die moderne Glasmalereien im Chor hat Heinz Hindorf nach 1980 geschaffen. Die Orgel mit neun Registern, einem Manual und Pedal wurde 1895 von den Gebrüdern Bernhard gebaut und 2010 von Günter Hardt restauriert.